# Ессентукский район
Ессентукский район — административно-территориальная единица в составе Терского округа, существовавшая в 1924—1934 годах. Центр — город Ессентуки.

## История
Ессентукский район был образован 1924 года в составе Терского округа Северо-Кавказского края. В январе 1929 года в состав района влился Кисловодский сельский район с двумя сельсоветами (Кисловодский и Будённовский). Тогда же Ессентукам была передана часть Горячеводского района с пятью сельсоветами (Свободненский, Юцкий, Этокский, Ново-Пятигорский и Горячеводский). 15 августа 1930 года в связи с ликвидацией округов Кисловодский и Будённовский сельсоветы были отделены и переданы Кисловодскому горсовету, а к Пятигорскому горсовету отошли Горячеводский, Свободненский и Ново-Пятигорский сельсоветы. Однако к Ессентукам был присоединён город Железноводск. С 30 августа 1930 года в состав Ессентукского района входили два города Ессентуки и Железноводск, десять сельских советов (Ессентукский, Ново-Благодарненский, Боргсутанский, Бекешевский, Суворовский, Гражданский, Сунженский, Юцкий, Этоцкий и Вин-Сады). В ноябре 1931 года в состав Черкесской АО были переданы земли Баталпашинского зерносовхоза.
В 1930 году в районе был создан первый колхоз — имени В. И. Ленина, к весне 1931 года действовало уже 22 колхоза.
Упразднён в 1934 году. Из Ессентукского района был выделен Суворовский район, а город Ессентуки преобразован в горрайон с пригородной зоной.

## Население
По переписи 1926 г. в районе проживало 34768 человек, в том числе 16464 мужчин и 18304 женщин. Национальный состав: малороссы и великороссы.

## Территориальное деление
На начало 1927 года район состоял из 3 сельсоветов:
| Сельсовет            | Населённый пункт     | Тип населённого пункта        | Население по переписи 1926 г. | Преобладающая национальность |
| -------------------- | -------------------- | ----------------------------- | ----------------------------- | ---------------------------- |
| Ессентукский         | Ессентукская         | станица                       | 16094                         | великороссы                  |
|                      | Белый Уголь          | ГЭС                           | 56                            | великороссы                  |
|                      | Золотушка            | хутор                         | 229                           | малороссы                    |
|                      | Хутор Шести          | хутор                         | 27                            | великороссы                  |
|                      | Красная Горка        | Участок ГЗИ                   | 16                            | малороссы                    |
|                      | Сад быв. Золотаревой | Участок ГЗИ                   | 6                             | малороссы                    |
|                      | Опытное поле         | Участок ГЗИ                   | 2                             | малороссы                    |
|                      | Золотушка            | разъезд                       | 39                            | малороссы                    |
|                      | на 40 км.            | Ж.-д. будка                   | 6                             | малороссы                    |
|                      | на 42 км.            | Ж.-д. будка                   | 15                            | малороссы                    |
|                      | на 43 км.            | Ж.-д. будка                   | 6                             | малороссы                    |
|                      | на 44 км.            | Ж.-д. будка                   | 16                            | малороссы                    |
|                      | на 45 км.            | Ж.-д. будка                   | 9                             | малороссы                    |
|                      | на 46 км.            | Ж.-д. будка                   | 9                             | малороссы                    |
|                      | Белый Уголь          | разъезд                       | 13                            | малороссы                    |
|                      | на 49 км.            | Ж.-д. будка                   | 12                            | малороссы                    |
|                      | на 51 км.            | Ж.-д. будка                   | 7                             | малороссы                    |
| Боргустанский        | Боргустанская        | станица                       | 8464                          | малороссы                    |
| Ново-Благодарненский | Ново-Благодарное     | село                          | 929                           | малороссы                    |
|                      | Ново-Першино         | хутор                         | 522                           | малороссы                    |
|                      | Свободный Киркиль    | хутор                         | 410                           | малороссы                    |
|                      | Сад Киркиль          | Тов. по совмест. обраб. земли | 3                             | малороссы                    |
|                      | Верблюдогорская      | колония                       | 271                           | великороссы                  |
|                      | № 2 свх. Темпельгоф  | совхоз                        | 52                            | великороссы                  |
|                      | Верблюдогорский      | хутор                         | 190                           | великороссы                  |
|                      | Калаборка            | хутор                         | 222                           | малороссы                    |